# Amtsgericht Bad Salzuflen

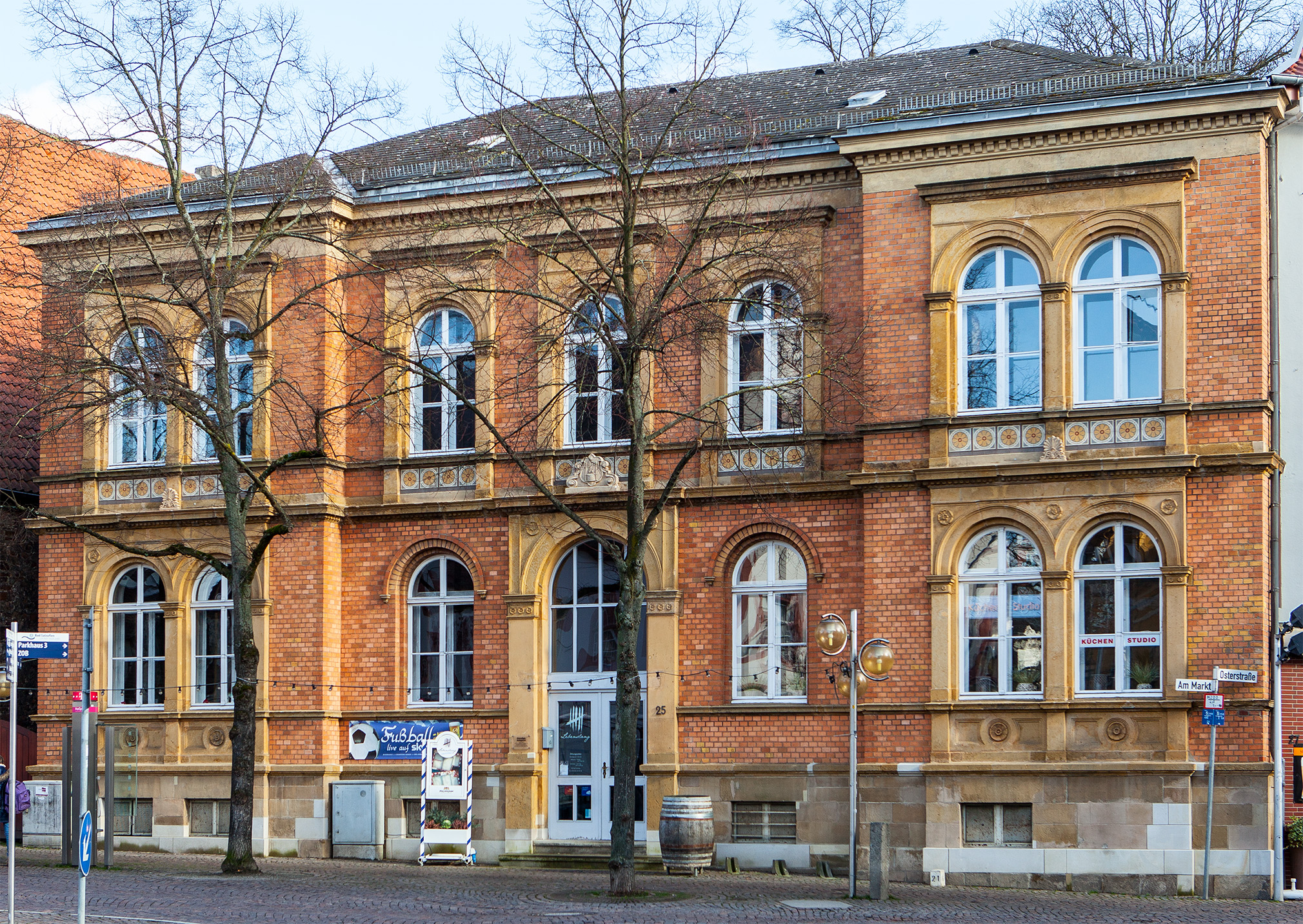
Ehemaliges Amtsgericht in Bad Salzuflen

Das Amtsgericht Bad Salzuflen war ein bis 1977 in Bad Salzuflen beheimatetes Amtsgericht, das dem Landgericht Detmold unterstellt war. Sein Bezirk gehört seitdem zum Amtsgericht Lemgo.
Im Jahre 1914 wurde das damalige Amtsgericht Salzuflen in Amtsgericht Bad Salzuflen umbenannt. Wegen Personalmangels waren seit Mitte Juni 1943 im Landgerichtsbezirk Detmold neben Bad Salzuflen nur die Amtsgerichte Detmold und Lemgo besetzt, so dass das Amtsgericht Bad Salzuflen auch den Bezirk des Amtsgerichts Oerlinghausen mitbetreuen musste.
Das unter Denkmalschutz stehende ehemalige Gerichtsgebäude wurde 1879/80 im Stil der Neorenaissance mit Backsteinen erbaut. Im Inneren wurde das Gebäude 1979/80 umgebaut und beherbergte einige Jahre die Stadtbücherei. Heute wird das Gebäude als Geschäftshaus genutzt. 

## Richter
- Eduard Boeckers (1863–1941), Richter 1893 bis 1903